# Armand de Foucauld de Pontbriand
Armand de Foucauld de Pontbriand (Celles, 24 november 1751 - Parijs, 2 september 1792) was een Frans geestelijke.

## Levensloop
Armand de Foucauld de Pontbriand werd geboren in het kasteel van Lascoux als zoon van Henri de Foucauld, heer van Lascoux, uit diens huwelijk met Sibylle Marie du Lau d'Allemans. Hij behoorde tot de zijtak Pontbriand met het huis Foucauld en was een overgrootoom van pater Charles de Foucauld.
Hij koos een kerkelijke loopbaan en werd in 1774 kanunnik in Meaux. In 1781 werd de Foucauld door zijn neef Jean-Marie du Lau d'Allemans, aartsbisschop van Arles, aangesteld tot diens vicaris-generaal. Zes jaar later, in 1787, werd hij de laatste abt van de Abdij van Solignac.
Tijdens de Franse Revolutie weigerde hij de Constitution Civile du Clergé af te leggen, die in 1790 werd uitgevaardigd door de Nationale Grondwetgevende Vergadering. Als gevolg werd hij opgesloten in de Carmesgevangenis in Parijs. Daar werd hij in september 1792, ten tijde van de Septembermoorden, vermoord, op hetzelfde moment als zijn neef Jean Marie du Lau d'Allemans.
Op 17 oktober 1926 werd hij samen met 190 andere geestelijken als de Martelaren van Carmes zalig verklaard door paus Pius XI.